# Stenocopia longiseta
Stenocopia longiseta är en kräftdjursart som beskrevs av Bozic 1964. Stenocopia longiseta ingår i släktet Stenocopia och familjen Ameiridae. Inga underarter finns listade i Catalogue of Life.